# 西永裕司
西永 裕司（にしなが ゆうじ、1965年2月7日 - ）は、日本の実業家。オエノンホールディングス代表取締役社長、合同酒精代表取締役社長。

## 人物・経歴
北海道小樽市出身。実家は酒屋。1983年北海道小樽潮陵高等学校卒業。1988年小樽商科大学商学部卒業、証券会社勤務を経て合同酒精（現オエノンホールディングス）入社。2005年富久娘酒造取締役経営管理部長。2007年合同酒精執行役員経営企画部長、総務部長。2008年オエノンホールディングス経営戦略企画室部長。2010年オエノンホールディングス取締役経営戦略企画室長、合同酒精取締役経営企画部長。2011年オエノンホールディングス中期経営戦略策定委員会事務局長。2015年からオエノンホールディングス代表取締役社長を務め、2016年からは合同酒精代表取締役社長。オエノングループ各社の取締役も兼務。以後は鍛高譚やビッグマン（共に合同酒精）、そふと新光（取締役を務める秋田県醗酵工業）といったオエノングループの商品のテレビCMにも出演している（ビッグマンのCMはリーチ・マイケルと共演）。